# Leedi
Leedi är en ort i Estland. Den ligger i Torma kommun och landskapet Jõgevamaa, i den centrala delen av landet, 120 km sydost om huvudstaden Tallinn. Leedi ligger 105 meter över havet och antalet invånare är 103.
Terrängen runt Leedi är mycket platt. Runt Leedi är det mycket glesbefolkat, med 6 invånare per kvadratkilometer. Närmaste större samhälle är Jõgeva, 15,3 km sydväst om Leedi. Omgivningarna runt Leedi är en mosaik av jordbruksmark och naturlig växtlighet.